# New Brighton (Neuseeland)

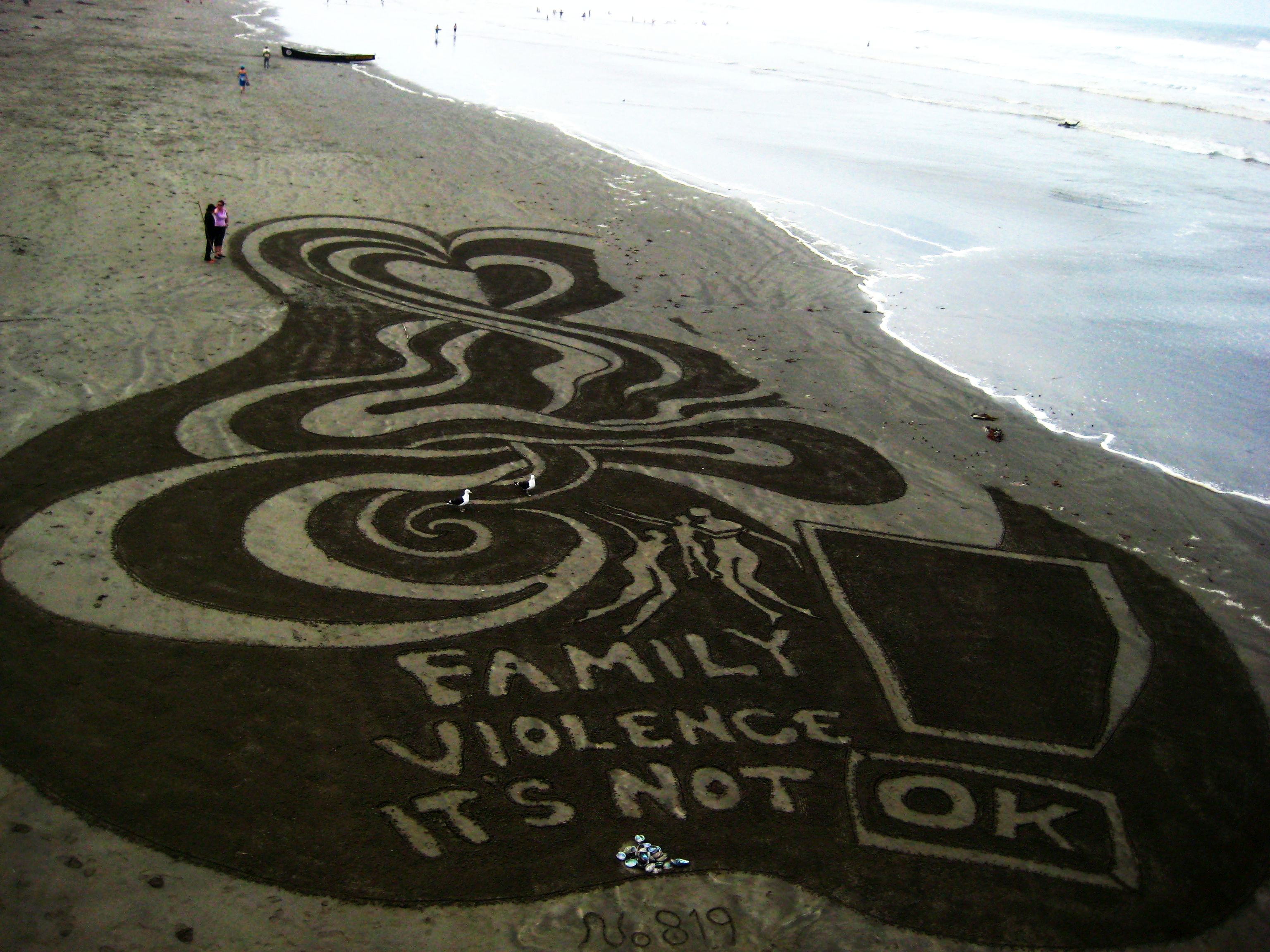
Strandmalerei des ortsansässigen Sandkünstlers Peter Donnelly (2008)

New Brighton ist ein an der neuseeländischen Pazifikküste gelegener Stadtteil von Christchurch auf der Südinsel von Neuseeland.

## Geographie
New Brighton befindet sich rund 8 km nordöstlich des Stadtzentrums von Christchurch und wurde nach dem Badeort Brighton in England benannt. Zur Seeseite zieht sich ein viele Kilometer langer Sandstrand

## Geschichte
Die Besiedlung des Gebietes von New Brighton begann am 20. April 1860 mit der Errichtung des ersten Hauses. Als 1887 die erste Straßenbahnlinie von Christchurch nach New Brighton in Betrieb genommen wurde, entwickelte sich der Ort zügig. 1890 gab es die erste Schule und 1891 wurde die New Brighton Improvement Association (eine Entwicklungsgesellschaft) gegründet, während zeitgleich von 1889 bis 1894 die Pier an der Küste gebaut wurde. Die Pier ermöglichte kleinen Küstendampfern anzulegen und einen ersten Passagierdienst zu betreiben. 1896 bekam der Ort den Status einer Borough (selbstverwalteten Stadt) und 1901 konnte die Zahl von 1000 Einwohnern überschritten werden.
New Brighton entwickelte recht früh den Samstag als Handelstag und obwohl 1946 der Samstag als Arbeitstag abgeschafft wurde, behielt New Brighton seine Tradition bei und schloss seine Geschäfte dafür am Mittwoch (später wurde daraus der Montag). 1997 wurde eine neue Pier gebaut und davor 1999 die Bibliothek, als Abschluss der seewärts endenden Seaview Road Mall. Das 1934 fertiggestellte, als Glockenturm ausgeführte Kriegerdenkmal wurde in das städtebauliche Ensemble integriert.

## Bevölkerung
Zum Zensus des Jahres 2013 zählte New Brighton 2.442 Einwohner, 4,5 % weniger als zur Volkszählung im Jahr 2006.

## Sehenswürdigkeiten
Die New Brighton Pier stellt mit ihren rund 300 m Länge die größte Pier in Australasien dar, wobei das Gebäude der örtlichen Bibliothek vor dem Zugang zur Pier einen architektonischen Abschluss darstellt. Der rund 18 km lange Sandstrand dient der Erholung und wird gerne zum Surfen genutzt.
Am Strand nahe der Pier zeichnet der ortsansässige Sandmaler Peter Donnelly in regelmäßigen Abständen ein großes Gemälde in den Sand. Hierfür verwendet er lediglich einen Stock. Die Bilder entstehen laut seiner Aussage aus dem Moment heraus. Zuschauer werfen kleine Geldspenden von der Pier hinunter auf das von ihm im Sand ausgelegte Tuch.